# Daigo Furukawa
Daigo Furukawa (japanisch 古川 大悟 Furukawa Daigo; * 15. September 1999 in Mobara) ist ein japanischer Fußballspieler.

## Karriere
Furukawa erlernte das Fußballspielen in der Jugendmannschaften vom FC Mobara, Chosei FC und JEF United Chiba. Seinen ersten Vertrag unterschrieb er am 1. Februar 2018 bei seinem Jugendverein JEF United Chiba. Der Verein spielte in der zweithöchsten Liga des Landes, der J2 League. Für den Verein absolvierte er zwei Ligaspiele. Vom 19. August 2019 bis Saisonende 2020 wurde er an den Viertligisten Veertien Mie ausgeliehen. Für den Verein aus Kuwana stand er 28-mal auf dem Spielfeld. Ende Januar 2021 kehrte er zu JEF zurück. Am 1. Februar 2021 unterzeichnete er einen Vertrag beim Viertligisten Iwaki FC. 2021 wurde er mit dem Verein aus Iwaki Meister der Liga und stieg in die dritte Liga auf. Ein Jahr später feierte er mit Iwaki die Drittligameisterschaft und den Aufstieg in die zweite Liga. Zu Beginn der Saison 2023 wechselte er für zwei Spielzeiten auf Leihbasis zum Drittligaaufsteiger FC Osaka. Für den Verein aus der Präfektur Osaka bestritt er 71 Drittligaspiele. Hierbei erzielte er 16 Tore. Nach Vertragsende bei Iwaki wechselte er im Januar 2025 zum Zweitligisten Renofa Yamaguchi FC.

## Erfolge
Iwaki FC
- Japanischer Viertligameister: 2021  ▲
- Japanischer Drittligameister: 2022  ▲